# 11e étape du Tour d'Espagne 2011
La 11e étape du Tour d'Espagne 2011 s'est déroulée le mercredi 31 août 2011. Verín est la ville de départ et la station de sports d'hiver de Manzaneda est la ville d'arrivée. Il s'agit d'une étape de haute montagne sur 171 kilomètres.
La victoire d'étape revient au Français David Moncoutié (Cofidis) devant les Espagnols Beñat Intxausti (Movistar) et un Luis León Sánchez (Rabobank). Le Britannique Bradley Wiggins enfile le maillot rouge de leader.

## Profil de l'étape
C'est la première des trois étapes de ce Tour d'Espagne à se dérouler en Galice, communauté autonome qui n'a pas été visitée par la Vuelta depuis 2007. La station de ski de Manzaneda donne lieu à une montée de trente kilomètres de longueur.

## Classement de l'étape
|    | Coureur           | Pays     | Équipe            | Temps | Temps          |
| -- | ----------------- | -------- | ----------------- | ----- | -------------- |
| 1  | David Moncoutié   | France   | Cofidis           | en    | 4 h 38 min 0 s |
| 2  | Beñat Intxausti   | Espagne  | Movistar          | +     | 1 min 18 s     |
| 3  | Luis León Sánchez | Espagne  | Rabobank          |       | 1 min 18 s     |
| 4  | Mathias Frank     | Suisse   | BMC Racing        |       | 1 min 36 s     |
| 5  | Sérgio Paulinho   | Portugal | Team RadioShack   |       | 1 min 43 s     |
| 6  | Matteo Montaguti  | Italie   | AG2R La Mondiale  |       | 2 min 29 s     |
| 7  | Amets Txurruka    | Espagne  | Euskaltel-Euskadi |       | 2 min 29 s     |
| 8  | Aitor Pérez       | Espagne  | Lampre-ISD        |       | 2 min 55 s     |
| 9  | Joaquim Rodríguez | Espagne  | Team Katusha      |       | 3 min 1 s      |
| 10 | David Bernabéu    | Espagne  | Andalucía-Cajasur |       | 3 min 8 s      |

## Classement général
|     | Coureur            | Pays        | Équipe              |    | Temps            |
| --- | ------------------ | ----------- | ------------------- | -- | ---------------- |
| 1   | Bradley Wiggins    | Royaume-Uni | Team Sky            | en | 42 h 50 min 41 s |
| 2   | Christopher Froome | Royaume-Uni | Team Sky            | +  | 7 s              |
| 3   | Vincenzo Nibali    | Italie      | Liquigas-Cannondale |    | 11 s             |
| 4   | Fredrik Kessiakoff | Suède       | Astana              |    | 14 s             |
| 5   | Jakob Fuglsang     | Danemark    | Team Leopard-Trek   |    | 19 s             |
| 6   | Bauke Mollema      | Pays-Bas    | Rabobank            |    | 47 s             |
| 7   | Maxime Monfort     | Belgique    | Team Leopard-Trek   |    | 1 min 06 s       |
| dsq | Juan José Cobo     | Espagne     | Geox-TMC            |    | 1 min 27 s       |
| 9   | Haimar Zubeldia    | Espagne     | Team RadioShack     |    | 1 min 53 s       |
| 10  | Janez Brajkovič    | Slovénie    | Team RadioShack     |    | 2 min 00 s       |

## Classements annexes

### Classement par points
|   | Cycliste          | Pays      | Équipe              | Points |
| - | ----------------- | --------- | ------------------- | ------ |
| 1 | Joaquim Rodríguez | Espagne   | Team Katusha        | 81     |
| 2 | Bauke Mollema     | Pays-Bas  | Rabobank            | 62     |
| 3 | Peter Sagan       | Slovaquie | Liquigas-Cannondale | 50     |

### Classement du meilleur grimpeur
|   | Cycliste         | Pays    | Équipe           | Points |
| - | ---------------- | ------- | ---------------- | ------ |
| 1 | Matteo Montaguti | Italie  | AG2R La Mondiale | 33     |
| 2 | David Moncoutié  | France  | Cofidis          | 32     |
| 3 | Dan Martin       | Irlande | Garmin-Cervélo   | 25     |

### Classement du combiné
|   | Cycliste          | Pays     | Équipe       | Points |
| - | ----------------- | -------- | ------------ | ------ |
| 1 | Bauke Mollema     | Pays-Bas | Rabobank     | 15     |
| 2 | Daniel Moreno     | Espagne  | Team Katusha | 26     |
| 3 | Joaquim Rodríguez | Espagne  | Team Katusha | 28     |

### Classement par équipes
|   | Équipe            | Pays       | Temps | Temps            |
| - | ----------------- | ---------- | ----- | ---------------- |
| 1 | Team RadioShack   | États-Unis | en    | 128 h 0 min 59 s |
| 2 | Rabobank          | Pays-Bas   | +     | 2 min 8 s        |
| 3 | Team Leopard-Trek | Luxembourg |       | 2 min 23 s       |

## Abandons
- Juan José Lobato (Andalucía-Caja Granada) : abandon
- Kanstantsin Siutsou (Team HTC-Highroad) : abandon